# Cantó de Stiring-Wendel
El cantó de Stiring-Wendel és un cantó francès del departament del Mosel·la, situat al districte de Forbach. Té 8 municipis i el cap és Stiring-Wendel.

## Municipis
- Alsting (Alschtinge)
- Etzling (Ezlinge)
- Forbach (Fuerboch) (part)
- Kerbach (Kerboch)
- Petite-Rosselle
- Schœneck (Schënek)
- Spicheren
- Stiring-Wendel

## Història
| Data d'elecció                           | Identitat         | Partit        | Qualitat |
| ---------------------------------------- | ----------------- | ------------- | -------- |
| 1985-1998                                | Rémy Botz         | app. UDF      |          |
| 1998-                                    | Jean-Claude Holtz | Divers droite |          |
| les dades anteriors no són pas conegudes |                   |               |          |
|                                          |                   |               |          |

## Demografia
| A partir de 1990 : Població sense dobles comptes |